# پرسگلاو (ویرجینیای غربی)
پرسگلاو (به انگلیسی: Pursglove) یک منطقهٔ مسکونی در ایالات متحده آمریکا است که در شهرستان مونونگالیا، ویرجینیای غربی واقع شده‌است. پرسگلاو ۲۸۱٫۹۴ متر بالاتر از سطح دریا واقع شده‌است.